# Mumbai Voetbalarena
De Mumbai Voetbalarena (Engels: Mumbai Football Arena) is een multifunctioneel stadion in Mumbai, een stad in India. Het stadion bevindt zich in het grotere Andheri Sportcomplex.
Het stadion wordt vooral gebruikt voor voetbalwedstrijden, de voetbalclub Mumbai City FC maakt gebruik van dit stadion. 
Op 3 september 2016 werd voor het eerst in 61 jaar weer een internationale voetbalwedstrijd van het Indiase voetbalelftal gespeeld. Tegen Puerto Rico werd het in een vriendschappelijke wedstrijd 4–1. Het stadion werd ook gebruikt op 2 internationale toernooien. In 2017 werd de Hero Tri-Nation Series hier gespeeld en in 2018 de Intercontinental Cup.
In het stadion is plaats voor 8000 toeschouwers. In het stadion ligt een grasveld.